# Hebeloma sinuosum
Hebeloma sinuosum är en svampart som först beskrevs av Elias Fries, och fick sitt nu gällande namn av Lucien Quélet 1873. Hebeloma sinuosum ingår i släktet fränskivlingar och familjen Strophariaceae.   Inga underarter finns listade i Catalogue of Life.